# Anna Figueras i Ibáñez
Anna Figueras i Ibáñez (Barcelona, 4 d'agost de 1969) és una diplomada en Ciències de l’Educació i política catalana, diputada al Parlament de Catalunya en la VIII, IX, X i XI Legislatures.

## Biografia
Diplomada en Ciències de l’Educació per la Universitat Autònoma de Barcelona, és militant de CDC des de 1990 i ha format part de diferents comitès executius del districte de Sant Andreu de la ciutat de Barcelona, del quan n'és presidenta des de 2000. Pertany al Casal Catòlic de Sant Andreu, Club Natació Sant Andreu, Grup Benavinguts i a l'Associació Barcelona 2020. Ha estat escollida diputada per CiU a les eleccions al Parlament de Catalunya de 2006 i ha mantingut l'escó, primer per CiU i posteriorment per Junts pel Sí, fins a l'any 2017. Aquell any va anar a les llistes de Junts per Catalunya per Barcelona a les eleccions al Parlament de Catalunya.